# Finn Juhl-salen
Finn Juhl-salen eller Formynderskabsrådets sal, der er en af de mest benyttede mødesale i FN-bygningen i New York, blev designet af den danske møbelarkitekt og arkitekt Finn Juhl, og opført 1951 – 1952. Selv om FN's forvaltningsråd der havde hovedsæde i salen, har afsluttet sine opgaver, blev salen i 2008 brugt til 399 forskellige møder og kulturbegivenheder, og besøges hvert år af 400.000 turister på rundvisning i FN-bygningen.
Finn Juhl, der var 38 år da han designede salen, tegnede hele rummet fra loftets lyskasser og trægardiner til vægpaneler, tæpper, lamper og stole, men to ombygningsprojekter ændrede efterfølgende på salen, så den ikke længere var i overensstemmelse med Finn Juhls grundlæggende idéer. 
I 2010 rejste Kulturministeriet og Udenrigsministeriet midler i samarbejde med Realdania til at finansiere en restaurering af salen i forbindelse med en gennemgribende restaurering af hele FN-komplekset. 
Det samlede danske bidrag til restaureringen var på 18 mio. kr., hvoraf Realdania bidrog med 10,5 mio. kr, der foregik i samarbejde med Kulturarvsstyrelsen, som sikrede at det skete i Finn Juhls ånd. Der inviteredes fem designere til at konkurrere om at skabe nye mødeborde og en ny stol til salen, ligesom den den oprindelige Finn Juhl-stol (FJ51) nyproduceredes til salen.

## Eksterne kilder og henvisninger
- Pressemedelelse om restaureringen Arkiveret 11. maj 2013 hos  Wayback Machine
- Realdania om restaureringen Arkiveret 10. maj 2022 hos  Wayback Machine
- Billeder af salen Arkiveret 15. juni 2011 hos  Wayback Machine
- Dansk FN-perle skal friskes op Arkiveret 16. januar 2011 hos  Wayback Machine

40°44′59″N 73°58′3″V / 40.74972°N 73.96750°V